# Pedro de Blois
Pedro de Blois (en latín Petrus Blesensis, en francés Pierre de Blois) (c. 1135 – c. 1203) fue un diplomático y poeta latino de la Edad Media.
Estudió Derecho y Teología en Bolonia y en la escuela catedralicia de París. Probablemente fue durante sus años de estudiante, cuando compuso una serie de textos en latín, algunos de los cuales se han conservado en la colección de Carmina Burana.
Pedro viajó a Sicilia en 1166, y allí fue tutor del rey Guillermo II de Sicilia en 1167. Alrededor de 1173 se estableció en Inglaterra, donde sirvió a Enrique II de Inglaterra y a sucesivos arzobispos de Canterbury, como Tomás Becket o Ricardo de Dover, como secretario. Más tarde estuvo al servicio de Leonor de Aquitania, viuda de Enrique II.

## Citas
- «Hay dos cosas que todo creyente debe defender hasta el final: la justicia y la libertad».
- «Somos como enanos sobre los hombros de gigantes, gracias a los cuales podemos ver mucho más allá, mientras, retomando sus más nobles reflexiones contenidas en los textos más antiguos, que la distancia del tiempo o el descuido de los hombres había hecho olvidar, como ya muertos, las hacemos revivir en una novedad sustancial» (Epistula 92, PL 205, 290).